# Hacıahmetli, Mut
Hacıahmetli là một xã thuộc huyện Mut, tỉnh Mersin, Thổ Nhĩ Kỳ. Dân số thời điểm năm 2011 là 455 người.